# Hove (Belgia)
Hove este o comună din regiunea Flandra din Belgia. Suprafața totală a comunei este de 5,99 km². La 1 ianuarie 2008 comuna avea 8.326 locuitori.
Hove se învecinează cu comunele Mortsel, Edegem, Boechout, Kontich și Lint.
1. ↑  Totale oppervlakte volgens het Kadasterregister, België, gewesten en provincies (în neerlandeză), Algemene Directie Statistiek[*]